# クインリュー県
クインリュー県（クインリューけん、ベトナム語：Huyện Quỳnh Lưu / 縣瓊瑠? ）は、ベトナム社会主義共和国ゲアン省の県。面積は445.1 km²、人口は307,000人（2019年）である。

## 行政区画
1市鎮32社を管轄する。